# Instituto de las Mujeres (España)
El Instituto de las Mujeres (denominado Instituto de la Mujer antes de 2020) es un organismo público español, adscrito al Ministerio de Igualdad, a través de la Secretaría de Estado de Igualdad y contra la Violencia de Género, cuya finalidad es promover y fomentar las condiciones que posibiliten la igualdad social de ambos sexos y, por otro, la participación de la mujer en la vida política, cultural, económica y social. No obstante, las políticas sociales se encuentran en España ampliamente descentralizadas, y cada Comunidad Autónoma posee su propio Instituto de la Mujer, que gestiona las políticas y actuaciones de ámbito regional.
Creado el 24 de octubre de 1983, en la II Legislatura, sus políticas, agrupadas bajo los sucesivos Planes de Igualdad, han estado siempre encaminadas a eliminar las diferencias por razones de sexo y a favorecer que las mujeres no fueran discriminadas en la sociedad.
El Instituto estuvo adscrito al Ministerio de Cultura hasta 1988, año en el que fue adscrito al Ministerio de Asuntos Sociales y, posteriormente, al de Trabajo. En 2008 pasó a formar parte del recién creado Ministerio de Igualdad, hasta su supresión en octubre de 2010; quedando integrado entonces en el Ministerio de Sanidad, Política Social e Igualdad y se mantuvo en ese departamento hasta 2018, que pasó a Presidencia y posteriormente de nuevo a Igualdad en 2020.

## Historia
En diciembre de 1978, la promulgación de la Constitución Española supuso el reconocimiento de la igualdad ante la ley de hombres y mujeres como uno de los principios inspiradores de nuestro ordenamiento jurídico.
Sin embargo, la práctica evidenciaba que, para que las mujeres accedan a la igualdad de oportunidades, no era suficiente con los cambios de leyes. Conscientes de la necesidad de promover políticas activas de igualdad, un grupo de mujeres de la izquierda política, y del movimiento feminista se movilizó para exigir un organismo dentro de la Administración española, similar al que ya existía en otros países, responsable de elaborar políticas de igualdad, de proponérselas al Gobierno y de coordinar las acciones de los diferentes ministerios en este ámbito. 
Tras la victoria del Partido Socialista Obrero Español en 1982, se creó el Instituto de la Mujer por Ley 16/1983, de 24 de octubre, con la finalidad primordial, en cumplimiento y desarrollo de los principios constitucionales recogidos en los artículos 9.2 y 14 de promover y fomentar las condiciones que posibiliten la igualdad social de ambos sexos y la participación de las mujeres en la vida política, cultural, económica y social. Su primera directora fue Carlota Bustelo (1983-1988).
El trabajo del Instituto en sus inicios se centró en la realización de campañas de información sobre los derechos de las mujeres, fundamentales para que las mujeres pudieran ejercer y reivindicar esos derechos que muchas todavía no conocían. También sacó a la luz el problema de los malos tratos y realizó estudios sobre la situación de las mujeres en España, cuyos resultados fueron difundidos.
Pronto esas acciones se vieron complementadas con una importante actividad internacional, reforzada, por la adhesión de España a la Comunidad Europea efectiva el 1 de enero de 1986 y un cambio legislativo.
En 1985 se reformó el Código Penal para permitir la interrupción voluntaria del embarazo, en 1988 en el 31 Congreso Federal del Partido Socialista se adoptó el sistema de participación de la ley de cuotas que garantizaba al menos el 25 % de los cargos de representación orgánica para las mujeres decisión que repercutió en el aumento del número de mujeres ocupando escaños en el Congreso de Diputados que se incrementó a más del doble pasando del 6,3 % al 12,9 % en las elecciones generales de 1989. También en 1989 se aprobó la ley de ampliación del permiso de maternidad o paternidad a 16 semanas.

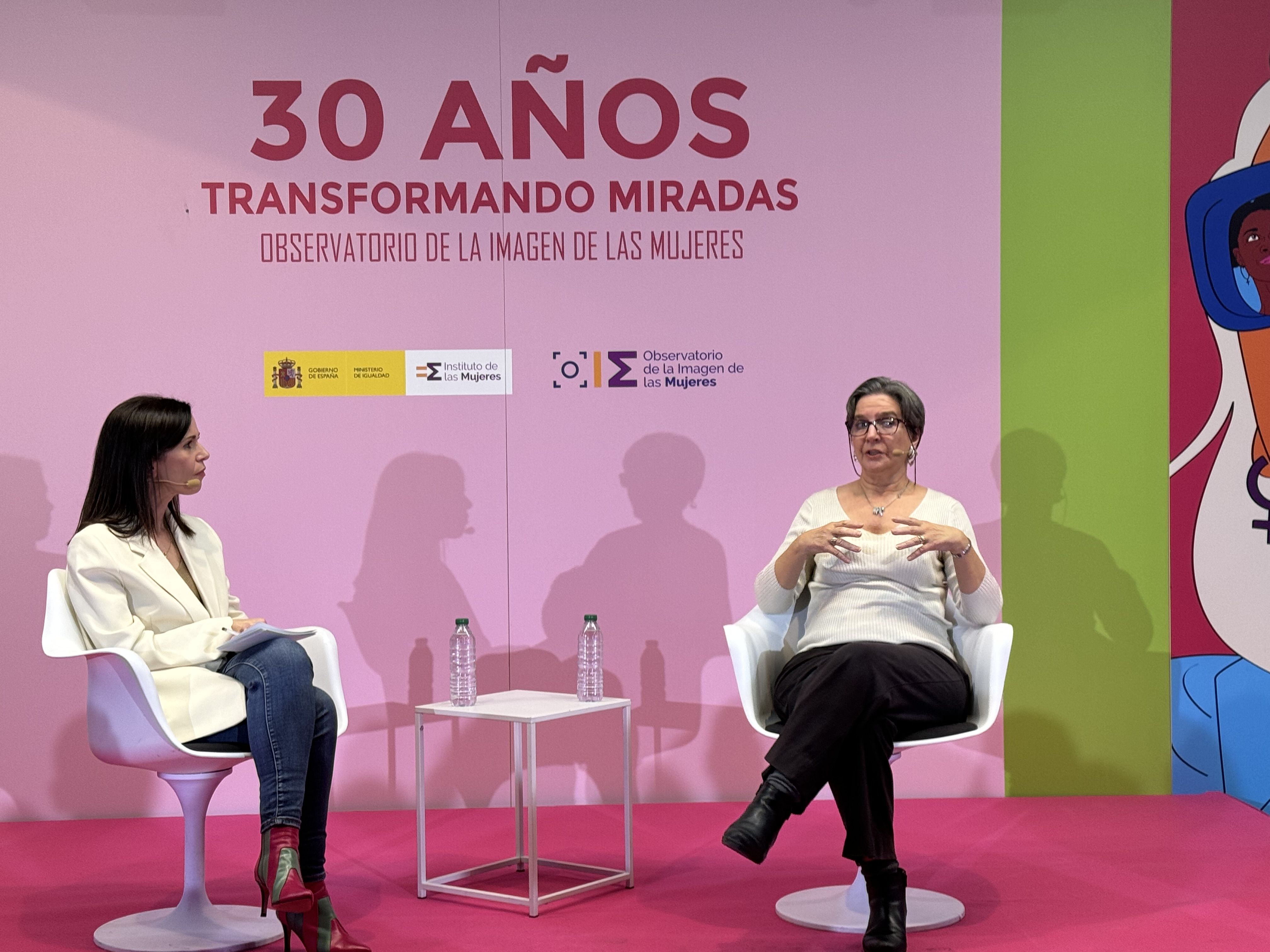
30 aniversario del Observatorio sobre la imagen de las mujeres del Instituto de las Mujeres. 2024. María Jesús Ortiz, responsable de la gestión del Observatorio durante más de dos décadas.

En 2024 el Instituto celebró el 30 aniversario del Observatorio de la Imagen de las Mujeres, creado en 1994 para dar cumplimiento a los compromisos legales de fomentar una imagen equilibrada y no estereotipada de las mujeres, que ha recogido en estas tres décadas más de 20.000 denuncias de las cuales la mitad de ellas corresponden a contenidos publicitarios. Más del doble de las denuncias corresponden a contenidos emitidos en televisión. El Observatorio ha realizado más de mil actuaciones.

### La política institucional para la igualdad: los Planes para la Igualdad de Oportunidades de las Mujeres
La política institucional para la igualdad de oportunidades surgida tras la creación del Instituto de la Mujer se concretó en sucesivos Planes para la Igualdad de Oportunidades de las Mujeres (PIOM), encaminados a eliminar las diferencias por razones de sexo y a favorecer que las mujeres no fueran discriminadas en la sociedad.

#### Primer Plan: 1988-1990
Presentado en septiembre de 1987, suponía una estrategia política para mejorar la situación social de las mujeres a través de 120 medidas agrupadas en seis áreas: Igualdad en el ordenamiento jurídico; Familia y protección social; Educación y cultura; Empleo y relaciones laborales; Salud; Cooperación internacional y asociacionismo.
Este primer plan se confeccionó siguiendo el modelo de los programas para la igualdad de oportunidades entre mujeres y hombres de la Comunidad Europea, a la que España se había incorporado recientemente.

#### Segundo Plan: 1993-1995
Tuvo como finalidad básica la adopción de medidas para avanzar desde la igualdad formal hacia la igualdad real, es decir, la promoción y el desarrollo de medidas de acción positiva, principalmente, en los ámbitos de la educación, la formación y el empleo. Contenía 172 actuaciones específicas dirigidas a favorecer a las mujeres su libre desarrollo, y su participación activa en el mundo de la cultura, del trabajo y de la política.

#### Tercer Plan: 1997-2000
Supuso la introducción del principio de igualdad en todas las políticas del Gobierno y la promoción de la participación de las mujeres en todas las esferas de la vida social, con el fin de que se convirtieran en agentes copartícipes de la toma de decisiones. En este Plan se asumen los compromisos adquiridos de la Plataforma de Acción aprobada en la IV Conferencia Mundial de las Mujeres de Beijing, así como las orientaciones del IV Programa de Acción Comunitario.

#### Cuarto Plan: 2003-2006
Se basó en las directrices marcadas por la Estrategia Marco Comunitaria sobre la Igualdad entre Hombres y Mujeres (2001-2005), y buscaba potenciar el wiktionary:es:mainstream de género, promoviendo, en aquellas áreas donde fuera necesario, políticas positivas de igualdad de oportunidades.

#### Plan Estratégico de Igualdad de Oportunidades 2008-2011
En la VIII Legislatura el gobierno de José Luis Rodríguez Zapatero creó la Secretaría General de Políticas de Igualdad dentro del Ministerio de Trabajo y Asuntos Sociales, a la que se adscribió el Instituto de la Mujer.
La Secretaría General de Políticas de Igualdad fue el organismo que, junto con el Instituto de la Mujer, impulsó la aprobación de las dos leyes más significativas de esta legislatura:
- La Ley Orgánica 1/2004, de 28 de diciembre, de Medidas de Protección Integral contra la violencia de Género
- La Ley Orgánica 3/2007, de 22 de marzo, para hacer efectiva la igualdad de mujeres y hombres (LOIEMH).[17]

Ambas leyes fueron las de mayor alcance en el desarrollo del derecho a la igualdad de trato y oportunidades de las mujeres en España hasta este momento, estableciendo de forma general la introducción del principio de igualdad de trato de mujeres y hombres en todas las estructuras de la sociedad.

#### Plan Estratégico de Igualdad de Oportunidades entre Mujeres y Hombres 2014-2016
Fue aprobado en el consejo de ministros de 7 de marzo de 2014, dotado con 3.127 millones de euros, cuenta con el mayor presupuesto de cuantos planes de igualdad se han puesto en marcha en España. Está formado por 224 actuaciones y 35 objetivos agrupados en 7 ejes.
Referidos a ámbitos considerados como de actuación prioritaria para el Gobierno:
- Igualdad entre mujeres y hombres en el ámbito laboral y lucha contra la discriminación salarial.
- Conciliación de la vida personal, laboral y familiar y corresponsabilidad en la asunción de responsabilidades familiares
- Erradicación de la violencia contra la mujer.

Ámbitos que deben mantener un amplio desarrollo:
- Participación de las mujeres en los ámbitos político, económico y social.
- Educación.

Referidos al desarrollo de políticas específicas de igualdad, en ámbitos muy concretos, y del desarrollo de instrumentos de transversalidad::
- Desarrollo de acciones en el marco de otras políticas sectoriales.
- Instrumentos para integrar el principio de igualdad en las distintas políticas y acciones del Gobierno.

## Servicios

### Centro de Información de los derechos de la mujer
A través del Centro de Información de los Derechos de las Mujeres (que dispone de un teléfono de Información gratuito 24 Horas), se facilita asesoramiento sobre diferentes temas:
- Legislación matrimonial y laboral
- Malos tratos, agresiones
- Legislación social, ayudas a la creación de empleo, asociacionismo
- Orientación de empleo: Trabajo Autónomo, Asalariado, Cooperativas, Formación Profesional Ocupacional, Oficinas de Empleo, etc.

También se pueden presentar denuncias sobre hechos concretos que vulneren el principio de igualdad y de no discriminación por razón de sexo.

### Programa de Educación del Instituto de la Mujer
Sus principales objetivos son:
- Publicación de obras y diverso material informativo y de divulgación con el fin de difundir el conocimiento sobre las mujeres.
- Promover la investigación sobre usos lingüísticos que nombran la diferencia sexual femenina y masculina.
- Colaborar con los medios de comunicación para que ofrezcan un tratamiento adecuado de la imagen de las mujeres en las noticias y en los programas de radio, televisión y prensa.

### Otras funciones del Instituto de la Mujer
- Llevar a cabo iniciativas para sensibilizar[20] sobre la igualdad de género.
- Formar en materia de igualdad entre mujeres y hombres, mediante acciones formativas directas o promoviendo su desarrollo por parte de otros agentes.
- Fomentar relaciones con instituciones similares de las comunidades autónomas y de la administración local.

### Información y Asesoramiento para Emprendedoras y Empresarias (Programa PAEM)
Su objetivo principal es el de promover el autoempleo y la actividad empresarial de las mujeres. En este Programa, cofinanciado por el Fondo Social Europeo
Está dirigido a mujeres con:
- Inquietud emprendedora
- Una idea o proyecto de negocio
- Un plan de modernización o ampliación

### Programas de salud y servicios sociales
- Promueve la incorporación de un enfoque biopsicosocial y de género en las políticas sanitarias, en los programas de prevención y en la práctica clínica.
- Promueve la formación y sensibilización de los y las profesionales de la salud.
- Promueve programas de salud con colectivos de mujeres en situación o riesgo de exclusión.
- Impulsa la implementación del mainstreaming de género en políticas de salud en coordinación con los ámbitos central y autonómico.

### Gestión fondos europeos
El Instituto de la Mujer tiene una doble función en relación con los Programas Europeos cofinanciados por los Fondos Estructurales: el Fondo Europeo de Desarrollo Regional (FEDER), el Fondo Social Europeo (FSE) y el Fondo de Cohesión:
1. Promover la igualdad entre hombres y mujeres y la integración de las cuestiones de género en las diferentes etapas de ejecución de los Fondos (Art. 16 del Reglamento (CE) nº 1083/2006 del Consejo.) El instituto de la Mujer es miembro de los Comités de Seguimiento de los citados Fondos.
2. Ser el organismo intermedio o gestor de proyectos en el ámbito de los siguientes Programas Operativos del período 2007-2013.

## Distintivos
En 2023, el Instituto de las Mujeres creó el Distintivo de Igualdad en la Empresa (DIE), un reconocimiento oficial a aquellas organizaciones que destacan por la aplicación efectiva de políticas de igualdad entre mujeres y hombres en el ámbito laboral. Su concesión se basa en lo establecido en la Ley Orgánica 3/2007, para la igualdad efectiva de mujeres y hombres, y está regulada por el Real Decreto 1615/2009, actualizado por el Real Decreto 333/2023. Este distintivo, con una vigencia inicial de cinco años, reconoce a empresas y entidades que demuestran resultados tangibles en igualdad de oportunidades, tanto en sus condiciones laborales como en su estructura organizativa y proyección externa. Las entidades que obtienen este distintivo pasan a formar parte de la Red DIE, un espacio de colaboración e intercambio de buenas prácticas en materia de igualdad laboral.

## Ámbito estatal y autonómico
Las políticas de bienestar social y de igualdad se encuentran muy descentralizadas en España, y cada comunidad autónoma posee un organismo oficial que se encarga de gestionar cada una de ellas:
- Andalucía
  - Consejería para la Igualdad y Bienestar Social. Junta de Andalucía
  - Instituto Andaluz de la Mujer

- Aragón
  - Departamento de Servicios Sociales y Familia, Gobierno de Aragón
  - Instituto Aragonés de la Mujer

- Asturias
  - Consejería de Presidencia, Justicia e Igualdad. Gobierno del Principado de Asturias
  - Instituto Asturiano de la Mujer

- Islas Baleares
  - Consejería de Asuntos Sociales, Promoción e Inmigración. Gobierno de las Islas Baleares
  - Instituto Balear de la Mujer

- Canarias
  - Consejería de Bienestar Social, Juventud y Vivienda. Gobierno de Canarias
  - Instituto Canario de Igualdad

- Cantabria
  - Consejería de Empleo y Bienestar Social. Gobierno de Cantabria
  - Dirección General de la Mujer

- Castilla-La Mancha
  - Consejería de Empleo, Igualdad y Juventud. Junta de Castilla - La Mancha
  - Instituto de la Mujer de Castilla - La Mancha

- Castilla y León
  - Consejería de Familia e Igualdad de Oportunidades. Junta de Castilla y León
  - Dirección General de la Mujer

- Cataluña
  - Departamento de Acción Social y Ciudadanía. Generalidad de Cataluña
  - Institut Català de les Dones

- Ceuta
  - Consejería de Educación, Cultura y Mujer. Ciudad Autónoma de Ceuta
  - Centro Asesor de la Mujer

- Comunidad Valenciana
  - Conselleria de Benestar Social. Generalitat Valenciana
  - Direcció General de la Dona i per la Igualtat

- Extremadura
  - Consejería de Salud y Política Social. Junta de Extremadura
  - Instituto de la Mujer de Extremadura

- Galicia
  - Secretaría Xeral da Igualdade. Junta de Galicia
  - Servizo Galego de Igualdade

- La Rioja
  - Consejería de Servicios Sociales. Gobierno de la Rioja
  - Dirección General de Infancia, Mujer y Familia

- Madrid
  - Consejería de Empleo, Mujer e Inmigración. Comunidad de Madrid
  - Dirección General de la Mujer

- Melilla
  - Consejería de Educación y Colectivos Sociales. Ciudad Autónoma de Melilla
  - Viceconsejería de la Mujer

- Murcia
  - Consejería de Política Social, Mujer e Inmigración. Región de Murcia
  - Instituto de la Mujer de la Región de Murcia

- Navarra
  - Departamento de Asuntos Sociales, Familia, Juventud y Deportes. Gobierno de Navarra
  - Instituto Navarro de la Mujer

- País Vasco
  - Instituto Vasco de la Mujer (Emakunde)

## Biblioteca de Mujeres de Madrid
Desde 2006, el instituto custodia los fondos de la Biblioteca de Mujeres de Madrid con más de 30.000 volúmenes, compuesto por estudios y ensayos feministas, femeninos y misóginos (tanto de autoras como de autores), biografías, obras de creación artística y literaria, además de literatura gris, revistas y colecciones especiales como agendas, calendarios, carteles, folletos, sellos, pegatinas, tarjetas, tebeos, chapas, etc.

## Directoras
- Carlota Bustelo García del Real  (1983-1988)
- Carmen Martínez Ten (1988-1991)
- Purificación Gutiérrez López (1991-1993)
- Marina Subirats Martori (1993-1996)
- Concepción Dancausa Treviño (1996-2000)
- María del Pilar Dávila del Cerro (2000)
- Carmen Lucía de Miguel y García (2002-2003)
- Miriam Tey de Salvador (2003-2004)
- Rosa María Peris Cervera (2004-2009)
- Laura Seara Sobrado (2009-2011)
- Teresa Blat Gimeno (2011-2012)
- Carmen Plaza Martín (2012-2015)
- Rosa Urbón Izquierdo (2015-2017)
- Lucía del Carmen Cerón Hernández (2017-2018)
- Silvia Buabent (2018-2019)
- Rocío Rodríguez Prieto (2019-2020)
- Beatriz Gimeno (2020-2021)
- Toni Morillas González (2021-2023)[27]
- Ana Varela Mateos (2023)[28]
- Isabel García Sánchez (2023-2024)
- Cristina Hernández Martín (2024-presente)